# Pérégrin d'Opole
Pérégrin d'Opole (1260?-1333) est un dominicain, prieur des couvents de Racibórz et de Wrocław, inquisiteur de Cracovie, provincial de Pologne (1305-1312 et 1322-1327), pénitencier du duc silésien Władysław d’Opole. Il est l'auteur de Sermones de tempore et de sanctis (1297).

## Biographie
Né vers 1260, Pérégrin passe sa jeunesse en Silésie. Il s’instruit chez les frères prêcheurs de Racibórz où il fait ensuite sa profession. En 1303, il devient prieur du couvent de Racibórz et pénitencier de la famille ducale de Silésie, où il a l'occasion de démontrer sa science théologique et ses capacités oratoires. C'est à la cour du duc, dans la période de 1297 à 1304 qu'il compose la quasi-totalité des 65 sermons de tempore et des 63 sermons de sanctis. De 1305 à 1312, Pérégrin veille sur 35 couvents en tant que provincial de Pologne. En 1318, le pape d’Avignon Jean XXII, le nomme inquisiteur. En 1322 il redevient provincial de Pologne. Il meurt au couvent de Wrocław. 
À la fin du Moyen Âge, les prédications de Pérégrin d'Opole connaissent une diffusion européenne. Elles constituent un bel exemple du discours religieux de la culture scolastique où les anecdotes (exemplum) sont un outil pédagogique de prédilection.